# Jenny Saville
Jenny Saville (ur. 1970 w Cambridge) – współczesna brytyjska artystka. Ukończyła Glasgow School of Art, przedstawicielka formacji Young British Artists. W jej zazwyczaj wielkoformatowych obrazach łączy się fascynacja tradycyjnymi technikami malarskimi i zainteresowanie teoriami feministycznymi. W efekcie powstają obrazy bardzo wyrafinowane w warstwie formalnej, natomiast w treści negujące typ wizerunku kobiety dominujący w kulturze i malarstwie europejskim.